# Puce de luxe
Puce de luxe — второй студийный альбом французского актёра и певца Себастьена Роша, выпущен в 2007 году.

## Об альбоме
В 2007 году Себастьен начал работать над вторым альбомом «Puce de Luxe» и, выпустив его, отправился в длительное турне. В рамках которого он также посетил Россию: в  декабре 2009 года состоялись два концерта Себастьена - в Санкт-Петербурге и Москве.
В своем втором альбоме Puce de Luxe Себастьен рассказывает о любви и одиночестве, страсти и расставаниях, и дороге, которую он выбрал в жизни.

## Список композиций
| №   | Название                    | Длительность |
| --- | --------------------------- | ------------ |
| 1.  | Puce de luxe                | 03:37        |
| 2.  | Leon                        | 01:42        |
| 3.  | Les amants tourmentes       | 02:56        |
| 4.  | Il etait une fois           | 03:04        |
| 5.  | Presidio                    | 04:21        |
| 6.  | Mes sendalles               | 03:07        |
| 7.  | Le petit gros               | 03:17        |
| 8.  | Adolescentes                | 03:02        |
| 9.  | Les demoiselles du bon dieu | 03:40        |
| 10. | Angelique                   | 03:45        |
| 11. | Arrete de fuir              | 04:48        |
| 12. | On vit seul                 | 07:32        |